# Paecilomyces suffultus
Paecilomyces suffultus är en svampart som först beskrevs av Petch, och fick sitt nu gällande namn av Samson 1974. Paecilomyces suffultus ingår i släktet Paecilomyces och familjen Trichocomaceae.   Inga underarter finns listade i Catalogue of Life.